# اورتاجا (گرگر)
اورتاجا {{ترکی|Ortaca) (به کردی: Haburman) یک منطقهٔ مسکونی کردنشین در ترکیه است که در گرگر، آدیامان واقع شده‌است.